# Iglesia Episcopal de la Transfiguración (Manhattan)
La Iglesia Episcopal de la Transfiguración (en inglés: Church of the Transfiguration and Rectory) es una iglesia histórica ubicada en Nueva York, Nueva York. La Iglesia Episcopal de la Transfiguración se encuentra inscrita  en el Registro Nacional de Lugares Históricos desde el 4 de junio de 1973.

## Ubicación
La Iglesia Episcopal de la Transfiguración se encuentra dentro del condado de Nueva York en las coordenadas 40°44′44″N 73°59′14″O / 40.745556, -73.987222.